# 바탕체
이 문서는 글꼴 유형에 관한 문서입니다.
바탕체는 문서 본문에 가장 많이 사용하는 글꼴이다. 붓글씨로 쓴 한글 모양에서 유래한 글꼴로 본문에 가장 많이 쓰여 책이나 문헌의 바탕이 되는 글꼴이라는 의미로 붙인 명칭이다. 현재도 명조체라고 칭하나 붓으로 썼다는 특성 말고는 한글 바탕체가 명나라 한자 글꼴(명조체)과 아무런 관련이 없으므로 이는 어울리지 않는 명칭이다. 1928년 동아일보 한글 활자체를 만들며 명조체라고 이름을 붙였지만, 《한국글꼴용어사전》(2004년)에서 공식적으로 바탕체로 이름을 바꾸었다.

## 역사
바탕체는 꽤 오랜 전부터 발전하여 지금까지도 널리 사용하는 글꼴이다. 그 시작은 1928년 동아일보가 세로쓰기 한글 활자체를 공모하여 이원모가 만들었던 글꼴, "명조체"를 선발했다. 당시 인쇄하는 활자를 정밀하게 만들 기술이 없었으므로 일본 이다와자모 기업에서 활자를 조각했다. 이후 1940년대 초반 박경서가 이원모의 명조체를 다듬어 굵고 가늘게 다양한 글꼴로 제작하였다. 
1945년 이후 당시 대한민국 교육부는 박경서의 글꼴을 기준 글꼴로 삼았다. 박경서의 세로쓰기 글꼴을 가로쓰기 인쇄판에 고정해 가로쓰기가 기준이었던 국정교과를 인쇄하였다. 그 탓에 현재에 당시 교과서를 보면 글자 간격과 전체적인 구성이 약간 어색해 보인다.  
1938년 최정호는 4년간 일본 요도바시 미술학원에서 글꼴 제작을 공부하고 일본 인쇄소에서 경험을 쌓고 귀국하였다. 1955년 동아출판사가 활자 조각기를 들여와 최정호에게 한글 원도 제작을 의뢰하였다. 최종호는 당연히 글꼴 제작 선배인 이원모와 박경서의 한글 글꼴을 확인하고 분석하였다. 그리고 지금의 바탕체 원형인 "동아출판사체"를 각고의 노력 끝에 1957년 세로쓰기 글꼴로 완성하였다. 이후 이 글꼴도 가로쓰기 인쇄에 사용하였다. 1970년 일본 모리사와 기업이 사진 식자를 만들고자 한글 글꼴의 원도를 최정호에게 의뢰하였고, 이전과 달리 가로쓰기 한글 원도를 제작하였다. 최종호가 만들었던 가로쓰기 한글 "사진식자체"는 현재 모든 서체회사들이 제작하는 바탕체의 진정한 바탕이 되었다.  
마이크로소프트 윈도우 환경에서 사용하는 바탕체는 최정호의 사진식자체를 서체회사인 한양정보통신이 컴퓨터 사용에 맞게 다듬어 제작한 글꼴이다. 1992년 한양정보통신이 윈도우3.1에 적용할 글꼴로 공급하였다.  윈도우의 바탕 및 바탕체 글꼴 저작권은 지금까지 한양정보통신에 있다. 윈도우가 아닌  운영체제(OS)에서는 바탕체를 사용하지 못한다.
2024년 기준 유료와 무료 글꼴로 다양한 바탕체가 있다. 무료 글꼴로 문화체육관광부와 대한인쇄문화협회, 서울시, 성동구, 중소기업중앙회, 한글과 컴퓨터, 한겨레신문, 조선일보, 네이버 등이 제작한 바탕체 계열 글꼴들이 있다. 그 외 유료로 다양한 서체회사들이 신문이나 잡지, 전자 매체 등에서 편리하게 사용하는 바탕체를 개발했다.

## 명칭 변경
《한국글꼴용어사전》(2004년)에 따르면 고딕체와 명조체라는 이름이 한글의 모양과 맞지 않으며, 일본 글꼴 명칭에서 영향을 받아 제대로 우리 글을 표현하기 위해 우리말로 바꾸자는 주장에 따라 이름을 돋움체와 바탕체로 정했다. 그리고 세명조를 가는체로, 태 명조를 굵은체라고 이름 붙였다. 명조체는 중국의 명나라 시대의 한자 글꼴이라는 의미이므로 한글과 아무런 관련이 없으며, 정작 글자를 활자로 개발한 시기는 송나라 시기다. 고딕체 역시 한글에 고딕적 요소가 전혀 없는데 붙은 이름이다. 고딕체 역시 2004년 공식적으로 돋움체로 이름을 바꾸었다. 유럽의 알파벳 글꼴에서도 글꼴의 획 끝에 돌출된 부리 모양이 있는지 여부로 세리프와 산세리프로 나누며, 유럽의 문화 흐름의 명칭인 '고딕'은 과거에 글꼴 이름에 사용했지만, 현재는 잘 사용하지 않는다.   

## 컴퓨터에 적용 문제
대한민국에 개인용 컴퓨터를 빠르게 보급하던 시기인 1992년, 한국어 윈도우 3.1에 한글의 붓글씨체인 바탕체를 기본글꼴로 설정하였으나 세리프계열 글꼴인 바탕체는 당시 모니터 수준과 화질 선명도 한계로 가독성이 떨어져 획의 끝이 깨진듯하게 보였다.산세리프 계열 글꼴인 돋움체나 굴림체가 모니터 화면에서 가독성이 더 좋았다. 사용 불편을 개선하기 위해 1995년 한국어 윈도우95에서는 당시 모니터 화면에서 가독성이 가장 좋았던 굴림체를 기본글꼴로 설정하였다. 윈도우XP 시기에는 모니터 성능도 높아져 바탕체 글꼴도 모니터 화면에서 명료하게 보았다. 그러나 이미 윈도우 사용자가 굴림체를 기본 글꼴로 널리 익숙하게 사용하여, 실제로 본문의 기준인 바탕체를 버리고 굴림체를 사용했다. 2024년 기준으로 모니터 QHD 화면에는 붓글씨의 특징까지 명확하게 보이지만, 윈도우에는 "맑은 고딕"이 기본 글꼴이다.

## 글꼴 특징
바탕체는 가독성이 매우 좋은 글꼴이다. 글자로 작성한 많은 정보를 편안하게 읽도록 돕는 글꼴이다. 굴림체나 돋움체 계열과 비교하면 바탕체가 읽기 편한 글자라고 알게 된다. 바탕체는 붓글씨체를 모태로 하였으며, 한자 명조체와 비슷하게 세로 획과 가로 획의 굵기가 다르며, 가로 획은 세로 획에 비해 더 가늘다. 바탕체는 가독성이 좋아 제목보다는 본문에 잘 어울리는 글꼴이다. 붓글씨체로 비슷한 궁서체가 있지만, 궁서체는 획의 모양과 글자 획이 훨씬 굵고 붓으로 눌러서 쓴 모양이어서 제목이나 강조에 어울린다. 
바탕체 글꼴은 '바탕'과 '바탕체'로 나눈다. '바탕'은 글자 사이가 조금씩 다른 가변폭이고 '바탕체'가 글자 사이가 동일한 고정폭이다. 문서작성 앱에서 글꼴을 확인하면 이 둘을 구분해 두었다. 가변폭은 문서의 행을 바꿀 때 단어와 조사가 붙은 문장 성분을 분리하지 않도록 문장의 폭을 늘이거나 줄여서 조정한다. 고정폭은 행을 바꿀 때 문장 성분을 구분하지 않고 행의 폭과 글자 사이 크기를 똑같게 적용하여 문장 성분의 일부가 아랫줄로 밀린다.

## 세리프 체로 구분
바탕체의 획 끝에 부리 장식이 생기므로 세리프체로 구분할 수 있다.

## 종류
- 신 바탕체
- 교과서체
- 신문 바탕체
- 굵은 바탕체
- 가는 바탕체